# لری فانگ
لری فانگ (انگلیسی: Larry Fong؛ زادهٔ ) یک مدیر فیلم‌برداری اهل ایالات متحده آمریکا است و در فیلم های کوتاه و بلند همکاری داشته است.